# رودولفو فرنانديز
رودولفو فرنانديز (بالإسبانية: Rodolfo Fernández)‏ (و. 1979  م) هو لاعب كرة قدم، ومدرب كرة قدم بارغواياني، ولد في أسونسيون، بدأ مشواره المهني سنة 2005.

## روابط خارجية
- رودولفو فرنانديز على موقع قاعدة بيانات كرة القدم.إي يو (الإنجليزية)
- رودولفو فرنانديز على موقع Soccerway.com (الإنجليزية)